# بيرليت لويزي
السيدة كاليّوبا بيرليت لويزي، من مواليد 8 يونيو 1946 في لابوري (سانت لوسيا)، سياسية والحاكم العام لسانت لوسيا منذ عام 1997، وممثلة الملكة إليزابيث الثانية.

وهي أول امرأة تشغل هذا المنصب، وقد أدت اليمين في 19 سبتمبر 1997.